# Georg Walter (Rechtswissenschaftler)
Georg Walter (* um 1420 in Saalfeld (Ostpreußen); † 1475) war ein deutscher Rechtswissenschaftler. Er war der erste Professor an der Juristenfakultät der neu gegründeten Universität Greifswald.

## Leben
Georg Walter immatrikulierte sich 1442 an der Universität Leipzig als pauper (arm). Von 1451 bis 1456 studierte er an der juristischen Fakultät der Universität Bologna, wo er 1453 die Licentiatenprüfung ablegte und 1456 zum Doktor der kanonischen Rechtswissenschaften promoviert wurde. In den Jahren 1452 bis 1454 war er Prokurator der Universität.
Georg Walter war mit Heinrich Rubenow, dem Gründer der Universität Greifswald befreundet. An deren Gründungstag im Jahr 1456 wurde er ordentlicher Professor an der juristischen Fakultät und Mitglied des concilium universitatis. Er hatte über das Decretum Gratiani und die ersten Bücher der Dekretalen zu lesen. Mehrfach war er Dekan der juristischen Fakultät und führte zwischen 1458 und 1475 sechs Mal das Rektorat der Hochschule. Nach Rubenows Tod erhielt er dessen Stellung als Ordinarius. 1464 war er Vizekanzler der Universität. Er war Kanoniker am Greifswalder Dom sowie am Camminer Dom und seit 1469 an der Marienkirche zu Stettin.
Als namhafter Rechtsgelehrter und praktischer Jurist begleitete er 1465 Matthias Wedel und Johannes Parleberg an den kaiserlichen Hof nach Wien, um Verhandlungen zum Stettiner Erbfolgestreit zu führen. Nach Wedels Tod entsandten ihn die Herzöge Erich II. und Wartislaw X. von Pommern-Wolgast 1471 in gleicher Mission zum Reichstag nach Regensburg. Zusammen mit Hermann Slupwachter und Johannes Parleberg gelang es ihm 1472 den brandenburgischen Kurfürsten Albrecht Achilles unter Wahrung der Rechte der Wolgaster Linie des Greifenhauses zum Abschluss eines Friedensvertrages in Prenzlau zu bewegen.
Georg Walter vermachte testamentarisch seine Bibliothek der juristischen Fakultät, seine Collegienhefte seinem Nachfolger Parleberg, der sie später an Johannes Meilof weitergab.